# 于格三世 (勃艮第)
于格三世（約1142年－1192年8月25日）是勃艮第公爵，統治期間為1162年至1192年，他是厄德二世和香檳伯爵蒂博二世之女瑪麗所生的長子。
于格三世的統治標誌著勃艮第公國一段相對和平時期的結束。由於于格好戰的個性，他很快就因邊界問題捲入與法國國王路易七世的衝突。當腓力二世於1180年接手路易七世的王位時，于格抓住了這一機會，強迫幾名貴族改為效忠勃艮第公國。腓力二世對失去自己麾下的封臣感到不悅，因而在1186年發兵入侵勃艮第，圍攻屬於勃艮第公國的沙蒂永。而沙蒂永的駐軍由于格的繼承人厄德負責指揮，在該城陷落後，于格不得不為了兒子支付高額贖金，並與腓力二世達成和平談判，放棄對法國領土的野心。
1187年，于格將勃艮第的首府遷至第戎，同時努力將這座城市打造成重要的商業中心。
于格隨後將其精力轉向聖地，他隨同腓力二世參與了第三次十字军东征。在腓力二世準備返回法國時，他讓于格負起指揮法國軍隊的重任。于格接連在阿卡圍城戰以及阿爾蘇夫戰役中大顯身手，幫助十字軍拿下這兩場關鍵的勝利，1192年8月于格在阿卡去世。

## 婚姻與子女
于格三世結過兩次婚，第一次是在1165年與洛林公爵馬蒂亞斯一世之女洛林的愛麗絲（Alice of Lorraine）成婚，兩人日後在1183年結束夫妻關係，於這段婚姻中，于格和洛林的愛麗絲育有以下子女：
- 厄德三世（1166年－1218年）[2]，勃艮第公國的繼承者。
- 亞歷山大（Alexander；1170年－1206年），蒙泰居領主，和蒙泰居的碧翠絲（Beatrix of Montaigu）結婚[2]。
- 杜絲（Douce；1175年－1219年），1196年與呂濟領主瑟米爾的西蒙（Simon of Semur）結婚。
- 愛麗絲（Alice；1177年－1266年），先後嫁給墨瑟爾領主貝羅七世（Béraud VII）以及奥弗涅親王羅伯特六世（Robert VI）。

于格的第二段婚姻，是在1183年和阿爾邦伯爵吉格斯五世之女阿爾邦的碧翠絲結婚，兩人育有以下子女：
- 維埃納的吉格斯六世（英语：Guigues VI of Viennois）（1184年－1237年），維埃納親王。
- 瑪豪特（Mahaut；1190年－1242年），1214年與沙隆伯爵約翰一世（英语：John, Count of Chalon）成婚。
- 勃艮第的瑪格麗特（英语：Marguerite of Burgundy, Countess of Savoy）（1192年－1243年），1222年嫁給薩伏依伯爵（英语：Counts and dukes of Savoy）阿瑪迪斯四世（英语：Amadeus IV, Count of Savoy）[a][6]。